# Adoretus faccai
Adoretus faccai är en skalbaggsart som beskrevs av Ohaus 1938. Adoretus faccai ingår i släktet Adoretus och familjen Rutelidae. Inga underarter finns listade i Catalogue of Life.